# Jeanloup Sieff
Pour les articles homonymes, voir Sieff.
Jeanloup Sieff (Paris, 30 novembre 1933 – id., 20 septembre 2000) est un photographe français alternant au cours de sa carrière différentes approches de la photographie, entre mode, reportages ou portraits.
Il est d'ailleurs reconnu pour ses portraits de personnalités politiques et du monde du spectacle, mais aussi pour ses paysages, ainsi que pour ses nus et son utilisation des objectifs grand angle et très grand angle (Leica Super-Angulon 21 mm).
Il a travaillé durant quatre décennies, et ce essentiellement en noir et blanc. Tirant lui-même ses photographies, il a inauguré un style de tirage.
Il fut par ailleurs un photographe de mode et est suivi sur cette voie par sa fille Sonia.

## Biographie
Jeanloup Sieff naît en 1933 de parents d'origine polonaise. Après des études secondaires aux lycées Chaptal et Decour, où il obtient un bac de philosophie, il suit brièvement des études de lettres durant 2 semaines, puis des études de photographie à l'école Vaugirard durant 10 jours.
Il voit sa première parution en 1950 au magazine Photo-Revue. Sa première série de mode est réalisée deux ans plus tard, avec un mannequin de chez Fath qu'il aborde dans la rue. Entre 1953 et 54, pendant sept mois, il suit des cours à l'École de photographie de Vevey. À l'issue de cette formation il débute comme reporter-photographe indépendant et participe à un magazine disparu, Nouveau Fémina. Par la suite, il travaille pour ELLE dans la rubrique des informations générales et passe rapidement à la photographie de mode, remplaçant Lionel Kazan à la tête du studio du magazine.
Jeanloup Sieff photographie les plus grands modèles des années 1950 et 1960, tels Dorian Leigh, et en fin de carrière, Marie-Hélène Arnaud, Simone D'Aillencourt avec qui il travaille souvent, la « superbe » — d'après ses mots — Ivy Nicholson, et Denise Sarrault qui dit de lui « il fut mon porte-bonheur » à la suite de la série de mode que Jeanloup Sieff réalise à Monte-Carlo avec elle pour le Jardin des Modes en avril 1960 ; par la suite, ils travailleront de nouveau ensemble plusieurs fois, toujours pour le Jardin des Modes, mais également pour Harper's Bazaar. Il travaille également avec la protégée de David Bailey, le modèle alors mondialement connu Jean Shrimpton, pour le Vogue américain, Hiroko Matsumoto le mannequin-cabine vedette de Cardin, ou Nico avant que celle-ci ne soit connue. Il photographie aussi Jane Birkin, alors âgée de dix-neuf ans, pour Harper's Bazaar.
Jeanloup Sieff entre à l'agence Magnum en 1958 et la quitte l'année suivante. Il obtient alors le prix Niépce Gens d'images pour un reportage sur le Borinage en Belgique. Au début des années 1960, il rejoint Frank Horvat à New York et partage avec lui un studio durant six mois. À la même période, Jeanloup Sieff commence sa collaboration, sous la responsabilité de Beatrix Miller et Norman Parkinson ainsi que pour peu de temps David Hamilton comme directeur artistique, avec le magazine britannique Queen, suivi peu après par les photographes anglais Terence Donovan et Brian Duffy puis bien d'autres. Durant la même époque il travaille également avec les américains ; sous contrat avec Ladies Home Journal, Sieff est aussi publié dans le Harper's Bazaar à de nombreuses reprises. À partir de 1963, il collabore également régulièrement au British Vogue. D'autres magazines tels le Glamour anglo-saxon ou Nova publieront ses photos.
Il photographie nu le couturier Yves Saint Laurent pour une publicité en 1970 ; cette photo fait alors scandale,. L'année suivante, il fait la couverture de Photo.
En 1972, il est invité d'honneur des Rencontres de la photographie d'Arles où a lieu la projection du film Jacques-Henri Lartigue et Jeanloup Sieff présenté par Michel Tournier.
En 1979, il devient membre du conseil d’administration de la Fondation Nationale de la Photographie, et membre du jury de la Fondation de France.
En 1990 et 1991, il fait partie de la Mission photographique de la Somme, et réalise un reportage sur les champs de bataille de la Somme.
En 1997, il entreprend un travail sur les lieux de la Première Guerre mondiale.
Jeanloup Sieff meurt à Paris en 2000, à 66 ans.

### Prix
- 1959 : Prix Niépce
- 1992 : Grand Prix national de la photographie

### Distinction
- Chevalier de la Légion d'honneur

## Hommages
- 2003 : invité d'honneur à titre posthume de la 2e édition du Festival international de la photographie de mode de Cannes
- Dans le numéro d'octobre 2010 de Vogue Paris, le styliste et photographe Hedi Slimane lui rend hommage[22].

## Expositions
Exposé de son vivant, ses photographies bénéficient d'un grand nombre d'expositions dans le monde entier.
- 1991 : Jeanloup Sieff, Festival Photofolies, Rodez
- 1998 : Jeanloup Sieff, Médiathèque de Cavalaire-sur-Mer
- 2016 : Jeanloup Sieff, Musée de la photographie à Charleroi, Belgique du 10 décembre 2016 au 7 mai 2017
- 2024 : Celebrating Silver, exposition collective célébrant la beauté et l'impact des tirages obtenus grâce au support de la gélatine argentique, avec des photographies, entre autres, de Richard Avedon, Irving Penn, Don McCullin, Hiro, Horst P. Horst, Jeanloup Sieff, Helmut Newton, Robert Mapplethorpe, Daido Moriyama, Herb Ritts, Albert Watson, Hamiltons Gallery, Londres, du 7 février au 9 mars 2024 [24],[25]

## Collections
- Femme assise sur une chaise, 1972, 40 × 30 cm, musée d'art de Toulon